# Leptocerus mechavrichana
Leptocerus mechavrichana är en nattsländeart som beskrevs av Schmid 1987. Leptocerus mechavrichana ingår i släktet Leptocerus och familjen långhornssländor. Inga underarter finns listade i Catalogue of Life.